# Церковні нагороди
Церковні нагороди — знаки, що встановлює католицька чи православна Церкви. Існує дві категорії церковних нагород для відзначення достоїнства: службово-літургійні та церковно-суспільні.

## Церковно-суспільні відзнаки
За екуменічну та миротворчу діяльність, теологічні труди, педагогічну роботу та за ніші заслуги перед Церквою відзначаються орденами і медалями священики. Також орденами і медалями відзначаються державні та громадські (світські) особи. Наприклад, Орден Лицарів Гробу Господнього має п'ять ступенів відзначення Єрусалимською православною церквою, в УПЦ-МП для того існує Орден святого рівноапостольного князя Володимира та Орден преподобного Нестора Літописця трьох ступенів, двох ступенів Орден преподобних Антонія і Феодосія Печерських і Орден апостола Іоанна Богослова, Медаль преподобних Антонія і Феодосія Печерських, Орден святої праведної Анни трьох ступенів, Орден святої великомучениці Єкатерини і Орден святої великомучениці Варвари двох ступенів, Орден преподобного Іллі Муромця і Орден преподобного Агапіта Печерського трьох ступенів та інші. Відзначенню і винагородженню передує порядок визначення достойних за відповідними правилами і вимогами з документуванням, свідченнями для доказовості підстав вручення.

## Службово-літургійні відзнаки
За заслуги перед Церквою відзначаються священики
- панагією (енколпія) — ковчежець з мощами святих і з зображенням Пресвятої Богородиці, що символізує печатку сповідування віри від усього серця;
- «наперсний» хрест (срібний, золотий, з прикрасами) — носиться на грудях (поверх одягу), крім обов'язків за спасіння власної душ взяті тягарі за спасіння громади, символізує печатку сповідування віри з усього серця;
- митра (тіара) — головний убір (пресвітерів і єпископів) символізує покладеного джерела свого слова з почуттям в Євангеліє при особистому володінні іншими проявленнями підлеглості законові і волі Христа;
- набедреник чи наколінник (епігонатій) — ромбоподібна хустина з китицями по кутках, підвішена на поясі пресвітера, символізує переможну силу над лукавістю і лицемірством (початково у Візантії служила планшетом для носіння документів);
- жезл (посох, пантеріса) — палиця у зріст людини, часто з візерунками, символізує законність влади в управлінні паствою;
- мантія або опанча — накидка покриваюча з плечей до п'ят, символізує смирення зі строгістю в досконалому ангелоподібному служінні, набутого ступеня вченості, приналежності до певного ордену;
- чорна сутана або ряса — щоденний одяг монахів або пресвітерів;
- фіолетова сутана — символізує єпископську достойність;
- пурпурна сутана — символізує кардинальську достойність;
- камилавка чи клобук — з верблюжої вовни високий циліндроподібний головний убір, символізує біблійний «шолом віри» віросповідання ченців і духовенства;
- скуфія — гостроверха шапка фіолетового чи чорного оксамиту, символізує духовенство або чернецтво;
- кукуль — прикрашений хрестами каптур, символізує найвищу досконалість чернецтва в схимі, збереження беззлобності і дитячої простоти;
- аналав (параман) — чотирикутний зі шнурками нараменник (доданий до мантії), символізує умертвіння прив'язаностей до світського, життя в строгості і подвигах духовних;
- бірет — головний убір чотирикутної чи круглої форми, символізує духовенство;
- перстень — знак єпископа, символізує заручини з Церквою монахів або целібату;
- альба — довга біла підперезана сорочка, символізує чисту совість;
- гумерл — лляна сорочка прямокутної форми зі зв'язками для накриття плечей та шиї, символізує відволікання від світської суєти під час молитви;
- палій — біла вовняна широка стрічка з хрестами, символізує достойність архієпископа чи митрополита;
- стихар — білий і довгий одяг зі стрічками («струями»), з широкими рукавами, прикрашений мереживом з вишивкою, символізує непорочність нового шлюбного життя;
- вуаль — шовкова шаль на раменах і руках під час благословення мирян священиком, символізує силу благодаті;
- рукавички — білі, символізують чистоту відношення до обов'язків;
- пояс — шкіряний з написаними молитвами, мотузяний з вузлами, тканинний з візерунками для риз, символізує вишкіл умертвіння плоті та обнову духу заради праведного служіння в цілісній чистоті тіла і души через стриманість (скромність і самоконтроль);
- далматика — в служіння диякона символізує складені крила ангела;
- фелон або казула — риза довга без рукавів з отвором для голови, прикрашена шиттям, символізує силу Христової ноши в досконалості й світлості перших горішніх Чинів Ангельських;
- сакос і поліставрій — короткий стихар єпископа з короткими рукавами, символізує благодать Божу;
- омофор — на шиї єпископа широка стрічка з хрестами та горизонтальними лініями (внизу);
- епітрахиль або стола — широка стрічка з хрестами на шиї пресвітера, символізує владу ієрея;
- орар — вузька стрічка з хрестами на плечах диякона, символізує ангельську швидкість у виконанні волі Божої, ревність душі в служінні;
- подвійний орар — знак протодиякона;
- палиця — ромбоподібний плат із зображенням хреста посередині;
- беатифікація (канонізація) — за святість життя (огляд періоду від народження до смерті) в есхатологічній перспективі.

Відзначаються і нагороджуються виключно за службову діяльність в Церкві. Наприклад, за бездоганну службу клірика протягом не менше 5 років, місіонерську діяльність і заснування громади, розбудову храму тощо — наперсний хрест.